# Гликокерасия
Гликокерасия, още Черепян или Черепнища (на гръцки: Γλυκοκερασιά, Гликокерасия; до 1927 година: Τσιαραπιανή, Цярапяни), е село в Егейска Македония, Република Гърция, дем Горуша (Войо), област Западна Македония.

## География
Селото е разположено на 800 m надморска височина, в областта Населица на около 15 km югозападно от град Неаполи (Ляпчища) и на 5 km западно от Цотили.

## История

### В Османската империя
В края на ХІХ век Черепян е мюсюлманско гръкоезично село в Населишка каза на Османската империя.
По данни на Васил Кънчов в 1900 година в Черепян (Черепнища) живеят 140 гърци мохамедани.
На Етнографската карта на Битолския вилает на Картографския институт в София от 1901 година Черепян е чисто помашко (гръцко мохамеданско) село в казата Населица на Серфидженския санджак с 24 къщи.
Според статистика на Серфидженския санджак на гръцкото консулство в Еласона от 1904 година в Черепян (Τσερεπιάν), Населишка каза, живеят 100 валахади.

### В Гърция
През Балканската война в 1912 година в селото влизат гръцки части и след Междусъюзническата в 1913 година Черепян остава в Гърция.
През 1913 година при първото преброяване от новата власт в него са регистрирани 131 жители.
В средата на 20-те години населението на селото е изселено в Турция по силата на Лозанския договор и на негово място са заселени понтийски гърци бежанци от Турция. В 1928 година селището е регистрирано като изцяло бежанско с 16 семейства или 58 души. В 1923 година бежанците построяват гробищната църква „Свети Николай“, обновена в 1943 година.
В 1927 година името на селото е сменено на Гликокерасия.
Населението традиционно произвежда жито, тютюн и други земеделски продукти, като се занимава и със скотовъдство.
В 1987 година източно от селото, според легендите на мястото на стара, разрушена при потурчването на селото църква, е построен параклисът „Света Троица“.
| Година    | 1913 | 1920 | 1928 | 1940 | 1951 | 1961 | 1971 | 1981 | 1991 | 2001 | 2011 | 2021 |
| --------- | ---- | ---- | ---- | ---- | ---- | ---- | ---- | ---- | ---- | ---- | ---- | ---- |
| Население | 131  | 98   | 62   | 125  | 114  | 129  | 100  | 76   | 66   | 68   | 35   | 21   |